# Taduhepa
Taduhepa (i. e. 14. század) Mitanni hercegnője, Tusratta király és Juni királyné leánya; III. Amenhotep egyiptomi fáraó felesége. Nevének jelentése: „Hebat ajándéka”.

## Élete
Taduhepa körülbelül tizenöt éves korában feleségül ment III. Amenhotep egyiptomi fáraóhoz – annak 36. uralkodási évében vagy valamivel előtte – az Egyiptom és Mitanni közti béke megszilárdítása zálogául. Az Amarna-levelek közt Tusratta több levele említi, a III. Amenhotephez írt EA23 és EA24, a Tijéhez címzett EA26, az Ehnatonnak írt EA27, EA28 és EA29.
Egyik nagynénje, Giluhepa már korábban, a 10. uralkodási évben feleségül ment ugyanehhez a fáraóhoz. III. Amenhotep két évvel később meghalt, háremét fia, IV. Amenhotep (a későbbi Ehnaton) örökölte. Taduhepát innentől nem említik.

## Azonosítási kísérletek
Korábban feltételezték, hogy azonos Nofertitivel, Ehnaton főfeleségével, akinek neve jelentéséből („a szépség megérkezett”) úgy vélték, idegen származású. Ez az elmélet már nem népszerű a tudósok körében, egyesek azonban Ehnaton egy másodfeleségével, Kiával azonosítják Taduhepát.